# Загальна клубова артерія
Загальна клубова артерія — парна артерія людини, що починається від біфуркації аорти на рівні четвертого поперекового хребця (L4). Артерія прямує вниз та латерально вздовж внутрішнього краю великого поперекового м'яза до тазового кільця, де на рівні крижово-клубового суглоба поділяється на зовнішню клубову артерію та внутрішню клубову артерію. Також віддає ряд дрібних гілок до лімфатичних вузлів, сечоводу і великого поперекового м'яза. Довжина артерії у дорослого становить приблизно 4 см (права загальна клубова артерія на 0,6-0,7 см довше за ліву, оскільки біфуркація відбувається дещо ліворуч від серединної лінії), діаметр більше 1 см.
За рахунок своїх гілок кровопостачає органи таза, нижні кінцівки, нижню частину черевної стінки.

## Додаткові зображення

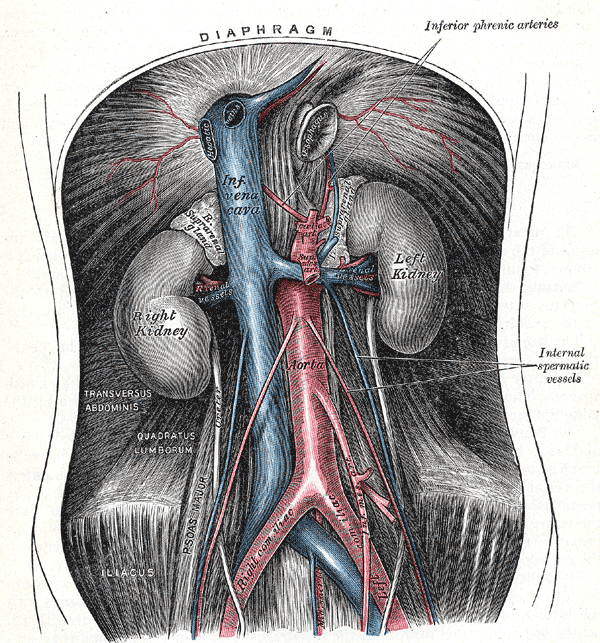
Абдомінальна частина аорти та її гілки.
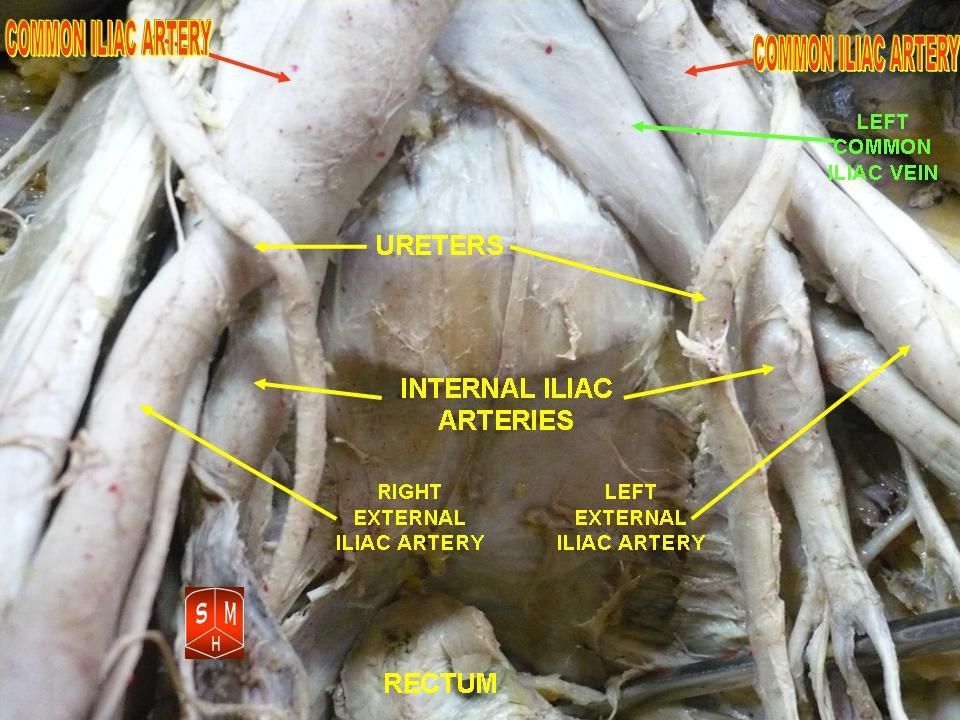
Загальні клубові артерії
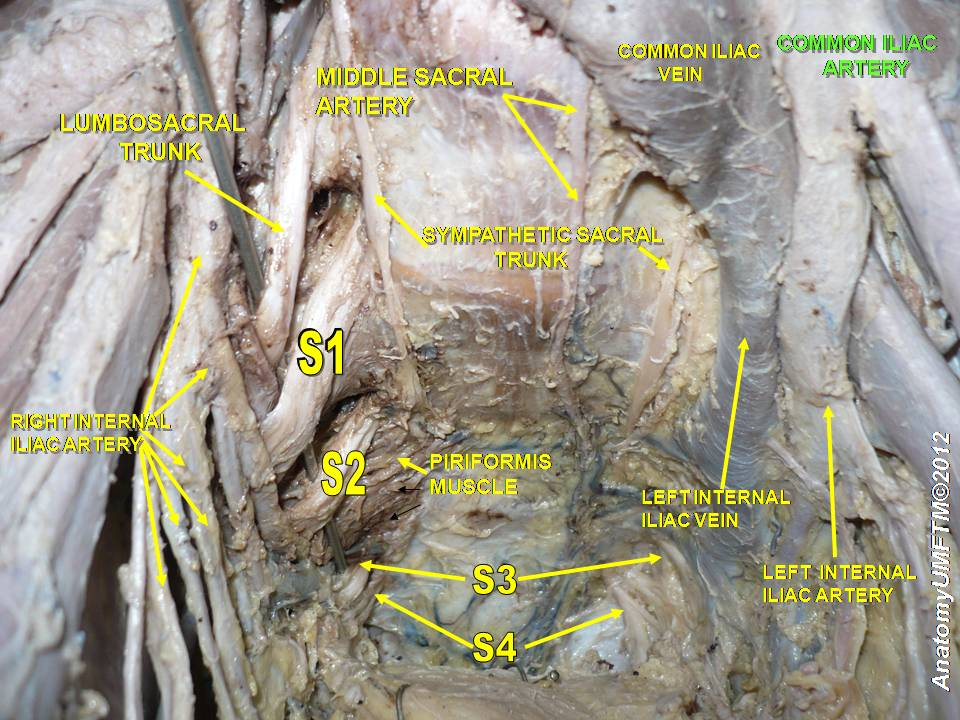
Загальні клубові артерії
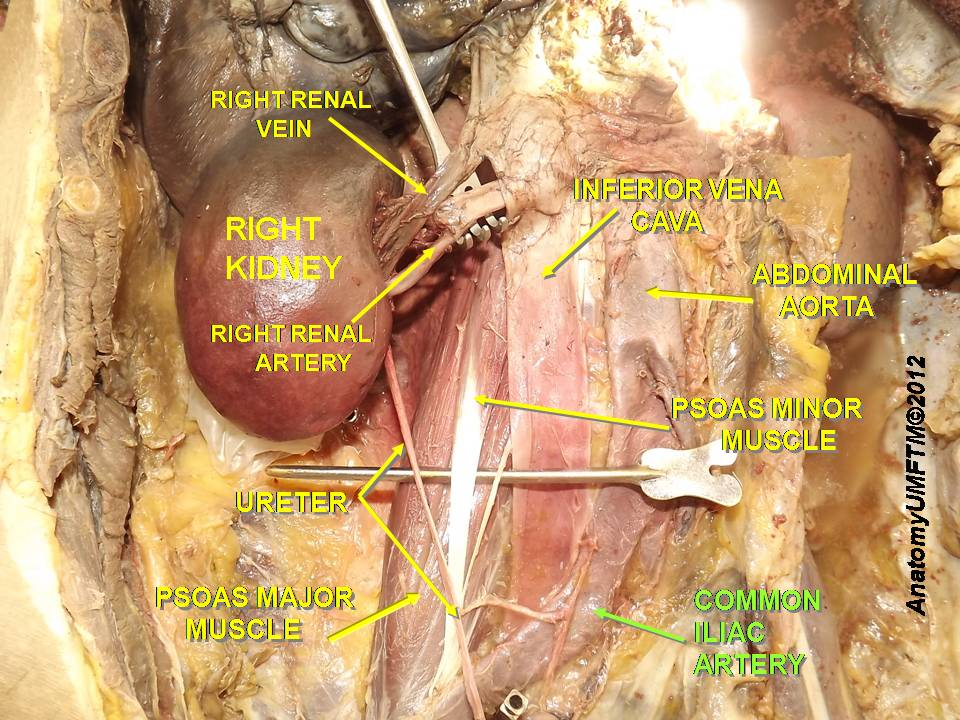
Загальні клубові артерії